# Bodloperka Island
Bodloperka Island (englisch; bulgarisch остров Бодлоперка ostrow Bodloperka) ist eine in Teilen unvereiste, in südsüdwest-nordnordöstlicher Ausrichtung 688 m lange und 216 m breite Insel in der Gruppe der Dannebrog-Inseln im Wilhelm-Archipel vor der Graham-Küste des Grahamlands auf der Antarktischen Halbinsel. Sie liegt 650 m nordwestlich von Stego Island, 2,3 km ostsüdöstlich von Skoba Island, 640 m südsüdöstlich von Sprey Island und 175 m westlich von Tsankov Island.
Britische Wissenschaftler kartierten sie 2001. Die bulgarische Kommission für Antarktische Geographische Namen benannte sie 2020 deskriptiv nach der bulgarischen Bezeichnung für den Imperator-Kaiserfisch, da die Insel in ihrer Form an diesen erinnert.